# Савчук Андрій Вікторович
Андрі́й Ві́кторович Савчу́к (1978—2014) — рядовий міліції, Міністерство внутрішніх справ України, учасник російсько-української війни.

## Життєпис
Народився 1978 року в місті Підгородне Дніпропетровського району Дніпропетровської області. Син військовослужбовця з Яворова, рано осиротів, у Підгородному закінчив 1995 року школу № 3. Працював техпрацівником, лаборантом школи № 2 міста Підгородне. Закінчив Дніпропетровський національний університет 2001 року за спеціальністю «соціальна робота» та здобув кваліфікацію соціального працівника. Працював в закладах соціальної сфери. 2003 року закінчив факульте післядипломної освіти Дніпропетровського національного університету за спеціальністю «державне управління». Одружився з нареченою Іриною, проживали в селі Наконечне Перше. Після серйозної аварії дружина стала інвалідом, Андрій її виходив. Протягом 2005—2011 років працював в Італії в галузі кулінарії.
В часі війни з 12 травня 2014 року — міліціонер, батальйон «Дніпро-1». Помер від поранень 31 серпня 2014 року під час боїв під Іловайськом, яких зазнав 26 серпня.
Без Андрія лишились мати, дружина та донька.
2 вересня 2014 року похований на кладовищі міста Підгородне.

## Нагороди і вшанування
- Орден «За мужність» III ступеня (14.11.2014, посмертно) — за особисту мужність і героїзм, виявлені у захисті державного суверенітету та територіальної цілісності України, вірність військовій присязі[1]
- 14 грудня 2015 року у місті Підгородне на фасаді будівлі ЗОШ № 2 йому відкрито меморіальну дошку
- Його портрет розміщений на меморіалі «Стіна пам'яті полеглих за Україну» у Києві: секція 4, ряд 6, місце 1
- Вшановується 29 серпня на щоденному ранковому церемоніалі вшанування українських захисників, які загинули цього дня у різні роки внаслідок російської збройної агресії[2]
- Іловайський Хрест (посмертно)